# Cold Fish
Cold Fish (冷たい 熱帯魚 Tsumetai Nettaigyo?) (o Pez mortal) es una película japonesa dirigida por Sion Sono de 2010. La película trata sobre un dueño de una tienda de peces tropicales tranquilo y sin ambiciones, cuya infeliz vida y familia son "arrebatados" por un comerciante de peces que resulta ser un asesino en serie. La película se basa libremente de las hazañas de dos asesinos en serie en Tokio, Sekine Gen y Hiroko Kazama, un dúo de marido y mujer, que eran dueños de una perrería y asesinaron a por lo menos cuatro personas.
Cold Fish se estrenó en el 67.º Festival Internacional de Cine de Venecia el 7 de septiembre de 2010 y recibió el premio al mejor guion en la sección de características fantásticas en el Fantastic Fest 2010.

## Reparto
- Mitsuru Fukikoshi como Nobuyuki Syamoto.
- Denden como Yukio Murata.
- Asuka Kurosawa como Aiko Murata.
- Megumi Kagurazaka como Taeko Syamoto.
- Hikari Kajiwara como Mitsuko Syamoto.
- Tetsu Watanabe como Takayasu TsuTsui.

## Producción
Después de Alien vs Ninja y Mutant Girls Squad, Cold Fish es la tercera película en ser estrenada por Nikkatsu's Sushi Typhoon, con temática gore.
El director y escritor Sion Sono fue influenciado por los casos de delitos japoneses, mientras que el desarrollo de la película, fue específicamente sobre una serie de asesinatos reales cometidos en la década de los '80, con la participación de una familia de tres personas que se enredaron en una serie de asesinatos perpetrados en curso por un vendedor de peces tropicales en la prefectura de Shizuoka. Sono también quería que "representaran un sentido de desesperanza total que a su vez es carente en las películas japonesas."

## Recepción
Film Business Asia dio a la película un 8 de 10 en calificación alabando al actor Denden que sin su "fuerte actuación... Cold Fish nunca pudo haber sido trabajado." El crítico llegó a afirmar que "a pesar de que hay considerable sangre en la pantalla, es en gran medida de dibujos animados. Cold Fish no es tanto un análisis de sangre y tripas de película de terror, sino más bien una danza macabra sobre la descomposición social."
En el Reino Unido, Total Film dio a la película tres de cinco calificaciones, lo que sugiere que los giros de la trama y el humor negro que ofrece es una "gran actuación histérica y ríos de vísceras." The Guardian encontró que la película era "bastante común en comparación con otras obras de Sono" y también sintió que la película "era demasiado larga". Radio Times dio a la película tres estrellas de cinco alabando la actuación de Denden, Fukikoshi y Kurosawa y la fotografía Shinya Kimura y el diseño de Takashi Matsuzuka en producción, compuesto por "algunos momentos excesivos indulgentemente directorales".